# Młody Front
Młody Front, MF (biał. „Малады Фронт”, „МФ”) – międzynarodowy ruch młodzieży białoruskiej, oficjalnie zarejestrowany w Czechach. Jest najbardziej rozwiniętą organizacją młodzieżową na Białorusi deklarującą promowanie wartości demokratycznych.

## Cele
Główne cele „Młodego Frontu” to zjednoczenie i wychowanie młodzieży opierając się na hasłach idei białoruskiego patriotyzmu, chrześcijańsko-demokratyczne zasady, również kształtowanie społeczeństwa obywatelskiego na podstawie demokracji i wolnego rynku, pomoc w kształceniu pokolenia mocnego psychicznie i fizycznie.
Podstawowymi zadaniami są odnalezienie i sprzyjanie realizacji inicjatywy społecznej i twórczej wśród młodzieży, działalność agitacyjno-masowa na korzyść odrodzenia białoruskiej szkoły, kultury, języka białoruskiego, kształtowanie odpowiedzialności za los swojej ojczyzny wśród młodzieży.

## Działalność
W skład „Młodego Frontu” wchodzi około tysiąc aktywnych działaczy, zjednoczonych w wojewódzkie bądź gminne rady owej organizacji. Organem wyższym jest zjazd, który się odbywa nie rzadziej niż jeden raz na dwa lata. Między zjazdami organizacja jest kierowana poprzez sejm.
Młody Front należy do szeregu politycznych międzynarodowych organizacji młodzieżowych: European Democrat Students oraz Youth of the European People’s Party (organizacji młodych aktywistów Europejskiej Partii Ludowej (European People’s Party)), również związany jest z pokrewnymi organizacjami z Ukrainy, Szwecji, Litwy, Polski i innych państw.
Od roku 1997 Młody Front organizuje kampanię „Miasto jest nasze!” (90 procent młodzieży białoruskiej oraz 70 procent ludności mieszka w miastach). W najbardziej znaczące dni oraz w przeddzień ważnych wydarzeń aktywiści organizacji wznoszą nad dachami budynków całej Białorusi biało-czerwono-białe flagi. Podczas owych akcji zostało wzniesiono więcej niż 1200 flag, akcje zostały przeprowadzone we wszystkich miastach Białorusi.
Wynikiem owej aktywności oraz sukcesyjności działalności organizacji już w roku 1999 Młody Front w rankingu rozpoznania wśród młodzieży nabiera 10,8%, ustępując tylko rządowemu Białoruskiemu Republikańskiemu Sojuszowi Młodzieży (48,3%) oraz BSM (25%).
W roku 2000 podczas wyborów do parlamentu organizacja przeprowadziła kampanię bojkotowania wyborów pod tytułem: „Wyroby” – wyśmiewanie farsy wyborczej Łukaszenki.
Młody Front w prezydenckiej kampanii przedwyborczej w roku 2001 zorganizował Kongres Młodzieży Białoruskiej, w którym uczestniczyło około 520 delegatów z całej Białorusi, oraz inicjował podpisanie porozumienia pomiędzy jedynym kandydatem od opozycji i młodzieżą. Podczas samej kampanii wyborczej w roku 2001 Młody Front został siłą decydującą w kampanii mobilizacyjnej „Wybieraj!”. W okresie kampanii wyborczej organizacja przeprowadziła około 1100 akcji w 120 miastach i wsiach Białorusi.
24 września 2001 roku właśnie Młody Front rozpoczął niesienie bezprecedensowej warty w Kuropatach, protestując przeciwko zniszczeniu narodowej nekropolii podczas budowania mińskiej obwodnicy. Około 120 aktywistów organizacji stało się oporą 8-miesięcznej „Obrony Kuropat”, która zjednoczyła społeczność demokratyczną i skończyła się zwycięstwem młodzieży.
Według badań, przeprowadzonych latem 2002 roku poprzez tygodnik Nasza Niwa, Młody Front wszedł do pierwszej piątki najbardziej wpływowych sił politycznych Białorusi, wśród których Administracja Łukaszenko, parlament oraz dwie największe partie opozycyjne. Działalność Młodego Frontu została oceniona poprzez państwowych i niezależnych ekspertów jako bardzo skuteczna.
Według badań Bałtyckiej Służby Instytutu Gelapa za październik 2002 roku rating Młodego Frontu wśród całej ludności Białorusi wynosił 6,3%, wśród młodzieży w wieku 18–30 lat – 14%. Uwzględniać należy to, że wszystkie partie polityczne posiadają od 0,5% do 5% popularności, a „współczynnik strachu” w społeczeństwie utrzymuje się na bardzo wysokim poziomie.
Członkowie organizacji uczestniczyli i zwyciężali w niektórych okręgach wyborczych podczas wyborów do miejskich Izb Deputowanych w roku 2003, brali udział w wyborach do Izby Reprezentantów w roku 2004. Zorganizowany poprzez Młody Front blok Młoda Białoruś należał do Stale Działającej Rady demokratycznych partii politycznych, a później do ZSD (Zjednoczonych Sił Demokratycznych).
Aktywiści Młodej Białorusi zebrali więcej niż 40 tysięcy podpisów na swoje poparcie i zostali główną siłą, która przeciwstawiała się przeprowadzeniu przez Łukaszenko trzeciego referendum. Podczas ogłoszenia przez Łukaszenko zamiaru zmian Konstytucji Młody Front zorganizował akcję protestu na placu Konstantego Kalinowskiego. Za udział w akcji jeden z liderów Młodego Frontu i Młodej Białorusi Źmicier Daszkiewicz został aresztowany i skazany na 10 dni aresztu administracyjnego. Natomiast jeden z założycieli Młodego Frontu oraz Młodej Białorusi Pawał Siewiaryniec był skazany na trzy lata tzw. „chemii” za organizację akcji protestu w dniu przeprowadzenia referendum oraz w dniu następnym.
Podczas kampanii prezydenckiej w roku 2006 Młody Front został jednym z organizatorów masowych akcji protestu przeciwko falsyfikacji wyników głosowania, również, jak i miasteczka namiotowego na placu Konstantego Kalinowskiego od 20 do 24 marca 2006 roku.
W czerwcu 2006 członkowie Młodego Frontu, występując przeciwko prześladowaniu karnemu aktywistów organizacji, rozpoczęli głodówkę młodzieżową, która stała się najbardziej masową i trwałą głodówką społeczno-polityczną. Trwała ona 24 dni, uczestniczyło około 100 członków organizacji.
Wielu działaczy i liderów Młodego Frontu weszło do Komitetu Organizacyjnego, który zajmował się założeniem nowej partii – Białoruskiej Chrześcijańskiej Demokracji.
W roku 2008 młodofrontowcy przeprowadzili kilka udanych kampanii krajowych.
Kampania „Książka białoruska – do domu dziecka” można nazwać najlepszą kampanią socjalną Młodego Frontu. Zaczynając od 1 września aktywiści owej organizacji zbierali literaturę piękną, historyczną, chrześcijańską w języku białoruskim, żeby przekazać do domów dziecka. Akcja zakończyła się sukcesywnie: nieobojętni ludzie, jak również i pewne organizacje oraz wydawnictwa ofiarowali kilka tysięcy książek. W ramach kampanii członkowie Młodego Frontu zorganizowali festyn kolędowy, podczas którego ludzie przynosili rzeczy, zabawki, środki higieny itd. przekazane później dla domów dziecka. Również istniała możliwość nabycia różnorodnych ozdób choinkowych zrobionych poprzez dziewczyny-członkinie wspomnianej wyżej organizacji. Pieniądze, które zostały ofiarowane podczas festynu zostały wykorzystane na lekarstwa i witaminy dla dzieci.
W okresie Świąt Bożonarodzeniowych aktywiści Młodego Frontu odwiedzili dom dziecka w Soligorsku, Kobryniu, Nowałukomliu, kilka domów w Mińsku, gdzie nie tylko przekazali zebrane książki, lecz również zorganizowali kolędową zabawę i poczęstunek.
Od 7 listopada do 10 grudnia 2008 Młody Front przeprowadzał kampanię pod hasłem „Potępienia komunizmu!”, która zakończyła się jednodniowym postem-głodówką. W ramach kampanii organizowane kilkadziesiąt pikiet antykomunistycznych w całej Białorusi. Odbyło się obszerne publiczne spotkanie pt. „Zbrodni ideologii komunistycznej. Fakty i Figury.”
Kampania „Za MTS po białorusku” została rozpoczęta w 2008 roku w Soligorsku przez aktywistów Młodego Frontu. W ciągu kilku miesięcy młodzież zbierała podpisy wśród obywateli Białorusi na rzecz wprowadzenia języka białoruskiego (razem z rosyjskim i angielskim) do menu operatora sieci mobilnej MTS. W ramach kampanii zostały zorganizowane różne akcje, uczestnicy których niestety byli zatrzymywani przez milicję. Kampania została przeprowadzona nie tylko w stosunku do operatora sieci MTS. Aktywiści Młodego Frontu skierowali odpowiednią prośbę do kierownictwa takich operatorów, jak velcom oraz LIFE. W ich wyniku operatorzy zaczęli stosować również język białoruski.
Młody Front jest liderem politycznego ulicznego sprzeciwu organizując dziesiątki ulicznych akcji co roku (najbardziej znana jest tradycyjna akcja w dzień św. Walentego). W okresie swego istnienia organizacja przeprowadziła dziesiątki ogólnonarodowych społeczno-politycznych kampanii, najbardziej znane to: „Akcja Miłości!”, „Miasto jest nasze!”, „Białoruś do Europy!”, „Wyroby”, „Wybieraj!”, „Nie – trzeciej kadencji”, „Chcemy nowego!”, „Bojkot 2008!”, „Białoruską książkę dzieciom”, „Kolędowy festiwal” i inne.
Organizacja była współzałożycielem utworzonej 9 stycznia 2011 roku Narodowej Koordynacyjnej Rady Opozycji, której zadaniem jest domagać się uwolnienia ludzi aresztowanych z przyczyn politycznych, informować obywateli Białorusi i wspólnotę międzynarodową, domagać się powrotu Białorusi na drogę prawa i demokracji, a także tworzyć warunki do przeprowadzenia w kraju wolnych i demokratycznych wyborów.
W marcu 2022 r., podczas rosyjskiej inwazji na Ukrainę, szef organizacji Denis Urbanowicz wraz z sześcioma innymi członkami Młodego Frontu zaciągnął się do białoruskiej kompanii ukraińskiej obrony.

## Konfrontacje ze służbami specjalnymi
Od 2000 roku Młody Front kilka razy próbował zarejestrować się w Ministerstwie Spraw Wewnętrznych Białorusi, ale za każdym razem wniosek zostawał odrzucony. Działacze Młodego Frontu uważają, że władza specjalnie nie rejestruje organizacji, ponieważ chce mieć narzędzia ucisku na aktywnych działaczy przy pomocy antykonstytucyjnego artykułu 193-1 kodeksu karnego RB (działalność niezarejestrowanej organizacji). W ramach kampanii sprzeciwiającej się karnemu prześladowaniu za działalność niezarejestrowanej organizacji, członkowie „Młodego Frontu” zarejestrowali swoją organizację w Czechach, również zostały podane dokumenty do rejestracji na Litwie, planowane jest otrzymanie oficjalnego statusu w Polsce oraz na Ukrainie.
Przyjaciele organizacji znajdują się pod nieustannym uciskiem reżimu Łukaszenki, część z nich ze względu na polityczne motywy prześladowano, niektórzy dostali wyroki: najbardziej znane sprawy to sprawy Aliaksieja Szydłouskaga, Wadzima Labkowicza, Pawła Siewiarynca, Pauła Mażejki, Artura Fińkiewicza, Źmitra Daszkiewicza. Periodycznie członkowie i liderzy organizacji ze względu na swoją działalność są prześladowani administracyjnie, najbardziej rozpowszechnione są areszty (do 25 dni) oraz grzywny. Nie przestają również działać służby specjalne reżimu Łukaszenki.
Po kampanii prezydenckiej w roku 2006 liderzy Młodego Frontu – Źmicier Daszkiewicz, Siarżuk Lisiczonak, Barys Garecki i Alieh Korban zostali podani do sądu i rozpoczęto sprawę według antykonstytucyjnego artykułu 193-1 (Działalność niezarejestrowanej poprzez MSW organizacji). Według owej sprawy 1 listopada 2006 roku lider Młodego Frontu Źmicier Daszkiewicz został skazany na 1,5 roku więzienia. W ciągu owego roku na podstawie tegoż samego artykułu zostali oskarżeni również inni liderzy i aktywni działacze MF – Iwan Szyła (Saligorsk), Nasta Palażanka (Mensk), Źmicier Hwiedaruk (Mensk), Anastasija Azarka (Niaswiż), Jarasłau Gryszczenia (Baranawiczy), Kasia Sałaujewa (Polack), Edward Zieliankou (Żlobin). Wszyscy dostali mandaty bądź zastrzeżenia.
Wszczętych zostało również kilka spraw karnych zgodnie z artykułem 193-1, które nie zostały jednak rozpatrzone w sądzie. Np. sprawa w stosunku do aktywnego działacza filii MF w Żłobinie – Kiryła Atamanczyka. W mieście Żodzino została wszczęta sprawa dla kilku „młodofrontowcew” – Siarżuka Gudzilina, Jaugiena Waukauca oraz Aliesia Czarejku. Pauł Krasouski – kierownik filii MF w Żodzino został oskarżony w sprawie dwóch zabójstw oraz wybuchów w Witebsku i aresztowany. Miesiąc później ze względu na brak dowodów został wypuszczony z więzienia.
Za pomocą intensywnej kampanii solidarności lider MF Źmicier Daszkiewicz został wypuszczony z więzienia na 1,5 miesiąca wcześniej przed upływem wyroku wydanego przez sąd pierwszej instancji. Mianowicie to zostało pewnym potwierdzeniem, że karne prześladowania nie zaszkodziły w żaden sposób organizacji jak tego oczekiwała władza. Młody Front tylko się wzmocnił i zjednoczył podczas tej próby. Nie na próżno tygodnik Nasza Niwa ogłosiła „Człowiekiem roku 2007” młodofrontowca.
W 2022 roku białoruskie władze uznały organizację za ugrupowanie ekstremistyczne; udział w grupie ekstremistycznej jest przestępstwem na Białorusi.

## Stosunek do mniejszości seksualnych
Zarówno organizacja jako całość, jak też poszczególni przedstawiciele jej kierownictwa wyrażali niejednokrotnie poglądy o charakterze homofobicznym. Podczas zjazdu w 2013 roku Młody Front przyjął rezolucję o „fundamentalnych wartościach”, która zabrania członkom propagowania homoseksualizmu pod rygorem automatycznego usunięcia z szeregów organizacji. W rezolucji homoseksualizm został zaliczony do „rozwiązłości moralnej” na równi z pijaństwem, narkomanią i pedofilią. Lider Młodego Frontu Dzmitryj Daszkiewicz stwierdził, że wolałby na stanowisku prezydenta Białorusi „dyktatora Łukaszenkę” niż otwartego geja. Artur Fińkiewicz zapytany, jak Młody Front w przypadku dojścia do władzy będzie się odnosić do „osób nietradycyjnej orientacji”, odpowiedział, że „jak do degeneratów” (biał. wyrodkau). Podkreślił jednak, że jest to jego osobiste zdanie, a nie oficjalne stanowisko Młodego Frontu. Organizacja broniąca praw środowisk LGBT na Białorusi „HiejBiełaruś” umieściła trzech obecnych i byłych członków kierownictwa Młodego Frontu: Dzmitryja Daszkiewicza, Artura Fińkiewicza i Pawła Siewiaryńca na swojej „Czarnej liście”, oskarżając ich o pochwalanie homofobii i dyskryminacji mniejszości seksualnych. Jednak nie wszyscy działacze Młodego Frontu podzielają taką postawę. Iwan Szyła zwrócił uwagę, że homofobiczne incydenty z udziałem niektórych aktywistów organizacji stoją w sprzeczności z zasadami, którymi Młody Front chciałby się kierować:

W statucie napisane jest, że w swojej działalności kierujemy się Międzynarodowym Paktem Praw Obywatelskich i Politycznych. W pewnym miejscu jest tam mowa o zakazie dyskryminacji. Dlatego, na przykład, wyrywanie flagi przedstawicielom LGBT to akurat poświęcanie wartości demokratycznej organizacji młodzieżowej. I dlatego mówię – nie, organizacja nie powinna poświęcać wartości.